# Сан Ђовани Валдарно
Сан Ђовани Валдарно (итал. San Giovanni Valdarno) је насеље у Италији у округу Арецо, региону Тоскана.
Према процени из 2011. у насељу је живело 16002 становника. Насеље се налази на надморској висини од 136 м.

## Становништво
Према резултатима пописа становништва 2011. у општини је живело 16.890 становника.
| 1931.  | 1936.  | 1951.  | 1961.  | 1971.  | 1981.  | 1991.  | 2001.  | 2011.  |
| ------ | ------ | ------ | ------ | ------ | ------ | ------ | ------ | ------ |
| 10.422 | 10.631 | 13.314 | 16.519 | 19.760 | 19.516 | 17.732 | 16.993 | 16.890 |

## Партнерски градови
- Јерихон
- Сребреница
- Mahbes
- Корнинг